# Acropora parilis
Acropora parilis е вид корал от семейство Acroporidae.

## Разпространение
Видът е разпространен в Австралия, Вануату, Виетнам, Индонезия, Камбоджа, Кирибати, Малайзия, Маршалови острови, Микронезия, Науру, Палау, Папуа Нова Гвинея, Провинции в КНР, Сингапур, Соломонови острови, Тайван, Тайланд, Тувалу, Фиджи, Филипини и Япония.

## Описание
Популацията на вида е намаляваща.